# Erste Liebe (Novelle)
Erste Liebe, russ. Pervaja ljubov (Первая любовь), ist eine Erzählung bzw. Novelle des russischen Schriftstellers Iwan Turgenew. Zum ersten Mal veröffentlicht wurde sie 1860 in dem Monatsmagazin Biblioteka dlja tschtenija. Die Novelle erzählt die Liebesgeschichte zwischen einem 16-Jährigen und einer fünf Jahre älteren Frau.
Erste Liebe gilt als eines der beliebtesten und bekanntesten Kurzprosawerke Turgenjews. Sie basiert weitgehend auf autobiographischen Jugenderinnerungen. Als einer der russischen „Klassiker“ wird der Text heute regelmäßig im Fremdsprachenunterricht an Schulen und Hochschulen verwendet.

## Inhalt
Wladimir Petrowitsch, der sechzehnjährige Protagonist der Novelle, erinnert sich als inzwischen gealterter Mann wehmütig an die Geschichte seiner ersten Liebe und erzählt zwei Freunden zu mitternächtlicher Stunde, wie er damals mit seinen Eltern die Ferien auf dem Lande verbrachte und dabei die schöne, fünf Jahre ältere Zinaida Alexandrowna kennenlernte. Sie entstammt einem verarmten Adelsgeschlecht und bezieht mit ihrer Mutter, der Fürstin Zasjekina, den benachbarten Flügel desselben Gutshauses. Wladimir verliebt sich Hals über Kopf in die kapriziöse junge Dame aus Moskau, muss allerdings bald feststellen, dass er nicht der einzige Verehrer ist. Im Gegenteil, junge Männer umschwärmen das Mädchen wie Motten das Licht. Die aber kokettiert lediglich mit ihnen und denkt gar nicht daran, sich für einen zu entscheiden. Stattdessen fordert sie von ihnen sadistische Liebesbeweise: Dr. Luschin beispielsweise, der unter seiner Verliebtheit ganz besonders leidet und Wladimir ausdrücklich vor Zinaida warnt, lässt zu, dass ihm das Mädchen eine Nadel durch die Hand sticht. Zinaida scheint in ihrem zügellosen Verhalten von ihrer Mutter, die in chronischen Geldnöten steckt, sogar unterstützt zu werden.
Ihre Beziehung zu dem sensiblen Wladimir ist ebenfalls von besonderer Tücke. Teils naiv, teils berechnend, teils offenherzig, teils verschlossen, stürzt sie ihr hilfloses Opfer in ein seelisches Wechselbad von Glückseligkeit und Depression. Dabei nimmt sie den Minderjährigen als Liebhaber noch weniger ernst als all die anderen Galane. Immerhin erklärt sie ihn aus einer übermütig herrischen Laune heraus zu ihrem persönlichen Pagen, der ihr stets folgen muss (deshalb aber auch nahe sein darf) und dem sie freimütig von ihren kleinen Amouren berichtet. Letztlich jedoch benutzt sie Wladimir nur als willfähriges Spielzeug und mokiert sich über sein unreifes Alter.
Eines Tages verändert sich Zinaidas Verhalten. Sie scheint ernster geworden, zugleich aber noch mutwilliger: zum Zeichen seiner Liebe soll Wladimir von einer hohen Mauer springen. Als Wladimir sich in die Tiefe stürzt, unglücklich landet und dabei kurz das Bewusstsein verliert, umarmt und küsst ihn Zinaida so lange und heftig, dass sich Wladimir bereits Hoffnungen macht. Umso größer seine Enttäuschung, als er entdecken muss, dass sich Zinaida zwar tatsächlich verliebt hat, aber nicht in ihn: Ihr leidenschaftlicher Kuss für den Sohn hatte nur Ersatzfunktion und galt in Wahrheit dessen unnahbarem Vater, Pjotr Wasiljewitsch. Er ist zehn Jahre jünger als seine Frau, und die beiden führen eine bloße Vernunftehe, sodass das "Gift von Zinaidas animalischer Liebe" leichtes Spiel bei ihm hat. In einer der tragischen Schluss-Szenen beobachtet Wladimir heimlich das letzte Treffen des ungleichen Paares: Als Zinaida an ihrem Fenster steht und die Wunde auf ihrem Arm küsst, die ihr Pjotr mit seiner Reitpeitsche beigebracht hat, stürzt dieser wie besessen ins Haus.
Acht Monate nach Ferienende kommen schlechte Nachrichten aus Moskau und Pjotr bittet seine Frau besuchen zu dürfen. Wenige Tage später stirbt er an einem Schlaganfall, und seine Frau überweist einen großen Geldbetrag nach Moskau.
Erst Jahre später erfährt Wladimir, dass Zinaida den reichen Monsieur Dolsky geheiratet hat und bei der Geburt ihres Kindes gestorben ist.

## Entstehungshintergrund

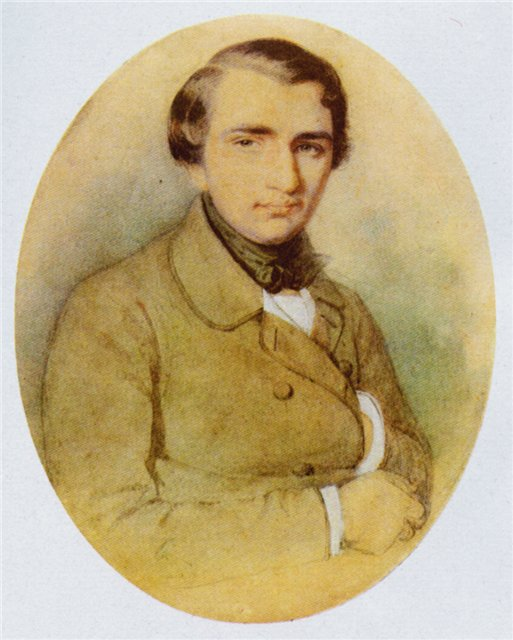
Der junge Turgenew um 1838, Porträt von K.A.Gorbunov

Turgenew selbst betonte, dass die Geschichte nicht erfunden sei und auf wahren Begebenheiten beruhe. Erst in den 1960er-Jahren erhellten Forschungen von Literaturwissenschaftlern den genauen Hintergrund: Im Sommer 1833 verbrachte der 15-jährige Turgenew einen Sommer in Moskau nahe der früh verstorbenen Fürstin und Dichterin Jekaterina Schachowskaja (1814–1836) und verliebte sich in sie. Briefe von Turgenews Mutter aus den Jahren 1839 und 1840 erwähnen mit Bitterkeit ein Liebesverhältnis zwischen Turgenews Vater und der Fürstin Jekaterina. Bei Turgenew, der unverheiratet blieb und nie eine Familie gründen sollte, hinterließ die unglückliche Jugendliebe offensichtlich tiefe Spuren.
Die Novelle war bei ihrem Erscheinen wegen des als brisant empfundenen Stoffes umstritten und rief teilweise eine moralische Ablehnung hervor. Auch deshalb veränderte Turgenew nochmals den Schluss der Novelle und ließ die sterbende alte Frau auftreten, um der Novelle ein moralisches Fundament zu geben. Insbesondere liberal und ästhetisch orientierte Kritiker benannten die Novelle als ein Meisterwerk, aus Frankreich schrieb etwa Gustave Flaubert einen lobenden Brief an Turgenew.

## Form
Die Novelle ist eine typische Rahmenerzählung, wie insgesamt 14 der 33 Novellen des Autors. Der Hausherr und zwei Freunde sitzen noch zusammen, nachdem die anderen Gäste bereits heimgefahren sind, und beschließen, die Geschichte ihrer "ersten Liebe" zu erzählen. Nachdem sich die beiden ersten ziemlich knapp aus der Affäre gezogen haben, bittet der dritte um Aufschub, da er ein schlechter Erzähler sei und die Geschichte lieber aufschreiben und bei ihrem nächsten Treffen in zwei Wochen vorlesen möchte.
Seine nun folgende Erzählung, die in 22 Kapitel gegliedert ist, wird in der Ich-Form vorgetragen. Der Erzähler wird dabei nicht von seinen beiden Zuhörern unterbrochen.

## Interpretationen
Der Text ist keineswegs platt realistisch, dafür sind Turgenews Gefühlbeschreibungen zu impressionistisch, seine Naturschilderungen zu lyrisch und die Erwähnung alltäglicher Tatsachen zu symbolisch. Beispiele: Wie in Goethes Die Leiden des jungen Werthers werden positive und negative Emotionen selten direkt, sondern oft indirekt, im Spiegel der Natur (Pflanzen, Tiere, Wetter), wiedergegeben. Wenn Wladimir von Zinaida lernt, wie man Wolle abwickelt und sie ihm dabei die Fäden um die Hände windet, dann geht es dabei nicht nur um eine typische und reale Arbeit, sondern liefert auch einen symbolischen Hinweis darauf, wie Wladimir von Zinaida buchstäblich gefangen und abhängig gemacht wird. Wenn die getrennt lebende mittellose Fürstein Zasjekina hartnäckig auf ihrem Adelstitel besteht, fehlerhaftes Russisch schreibt und mit ihrer hübschen koketten Tochter ein heruntergekommenes Nebengebäude von Piotrs Gutshaus bewohnt, dann unterstreicht dies nicht nur die Kontraste einer untergehenden Adelsschicht, sondern deutet auch an, wie solche Dekadenz die bürgerliche Welt (Wladimirs und seiner Familie) unmittelbar bedroht und bereits infiziert: Piotr hat seine zehn Jahre ältere Frau nicht aus Liebe geheiratet, er behandelt sie entsprechend kalt, geht immer wieder fremd und streitet sich so häufig mit ihr, dass sie sich schon einmal von ihm trennen wollte.
"Weniger die späteren Gesellschaftromane als die Erzählungen zeigen diesen Autor auf der Höhe seiner Darstellungskunst: Geschichten wie Erste Liebe [...] oder die unvergleichliche Erzählung Die Sänger gehören zu den schönsten Prosastücken der Weltliteratur."
"Es wäre jedoch verfehlt, die intime, durch ihren zurückhaltenden Stil besonders authentisch wirkende Liebesgeschichte ausschließlich unter psychologischen Aspekten beurteilen zu wollen, wie sehr es dem Autor auch immer auf subtile Beobachtung und ästhetisch wirksame Gestaltung des schicksalhaft hereinbrechenden Liebeserlebens ankam. Ihre volle Bedeutung gewinnt die Novelle erst durch die treffende Widerspiegelung der gesellschaftlichen Verhältnisse des zeitgenössischen Russland, die den äußeren Rahmen des Geschehens abgeben. Den Klassencharakter der spätfeudalen zaristischen Gesellschaft fasst die Novelle in moralischen Kategorien: Etwas viel Dunkleres als Unsittlichkeit erkennen die beiden Zuhörer (in der Rahmenhandlung) aus Wladimirs Erzählung, eine allgemeine Schuld, ein Nationalverbrechen, das die untergehende Klasse – die russische Adelsschicht – an den nachfolgenden Generationen begeht, indem sie diese durch ihr Verhalten demoralisiert und – wie im Falle Wladimirs – aller ethischen Wertbegriffe beraubt, ohne etwas Neues an ihre Stelle setzen zu können."

### Übersetzungen
- Erste Liebe. Erzählung. Übers. von Fega Frisch. Bern: Scherz 1948. (Parnass-Bücherei. 80.)
- Erste Liebe. Novelle. Ill. von Herbert Becker. Deutsch von Ingo Manfred Schille. Berchtesgaden: Falken Verl. 1959.
- Erste Liebe und andere Erzählungen. Übertr. von Ottomar Schwechheimer u. Walter Richter-Ruhland. München: Goldmann 1967.
- Erste Liebe. Erzählungen. Aus dem Russischen von Herbert Wotte. Mit einem Nachwort von Gerhard Dudek. Berlin: Aufbau-Verl. 1974
- Erste Liebe. Russisch/Deutsch. Übers von Kay Borowsky 1976. Stuttgart: Reclam ISBN 978-3-15-001732-6
- Erste Liebe. Übers. von Ena von Baer. Insel Verlag, Frankfurt 2000. ISBN 3-458-34332-6.
- Erste Liebe. Neuübersetzung von Vera Bischitzky. Verlag C. H. Beck, München 2018. ISBN 978-3-406-72757-3.

### Sekundärliteratur
- E. Kagan-Kans: Ivan Turgenev and Henry James: "First Love" and "Daisy Miller". In: American Contributions to the 9th International Congress of Slavists. 1974, S. 251–265.

## Verfilmungen
Die Novelle ist seit 1941 mehrmals verfilmt worden.
- 1918 Erste Liebe, Regie: Franz Eckstein und Rosa Porten (Deutsches Reich)
- 1970 First Love, Regie: Maximilian Schell (Schweiz/BRD)
- 2001 All Forgotten, Regie: Reverge Anselmo, mit Kirsten Dunst als Sinaida, Nathaniel Parker als Vater und Nick Stahl als Wladimir